# غزو سارقي الأجساد (فلم 1956)
غزو سارقي الأجساد (بالإنجليزية: Invasion of the Body Snatchers) فيلم رعب، وخيال علمي أمريكي لعام 1956، من إنتاج والتر وانجر وإخراج دون سيجل وبطولة كيفن مكارثي ودانا وينتر. صور الفيلم بالأبيض والأسود بطريقة «سوبر سكوب» (تنسيق صورة الفيلم واتساعه)، وقام دانيال ماينوارنج بتكييف السيناريو من رواية الخيال العلمي لجاك فيني عام 1954 «سارقي الجثث The Body Snatchers».
تتعلق قصة الفيلم بغزو من خارج الأرض يبدأ في مدينة سانتا ميرا الخيالية في كاليفورنيا، ويكشف طبيب محلي عن هذا الغزو الهادئ ويحاول إيقافه.
يشير التعبير العامي «الإنسان البود Pod People» (إنسان حي ولكنه يتحرك بطريقة ميكانيكية) الذي ظهر في الثقافة الأمريكية في أواخر القرن العشرين، إلى النسخ المكررة الخالية من المشاعر التي شوهدت في الفيلم. تم اختيار «غزو سارقي الأجساد» في عام 1994 لحفظه في السجل الوطني للسينما بالولايات المتحدة في مكتبة الكونغرس لكونه «مهمًا ثقافيًا أو تاريخيًا أو جماليًا».

## طاقم التمثيل
كيفن مكارثي: في دور دكتور مايلز بينيل
دانا وينتر: في دور بيكي دريسكول
كينج دونوفان: في دور جاك بليكك
كارولين جونز: في دور ثيودورا «تيدي» بليكك
لاري جيتس: في دور دكتور دان كوفمان
فيرجينيا كريستين: في دور ويلما لينتز
رالف دومكي: في دور قائد الشرطة نيك جريفيت
كينيث باترسون: في دور ستانلي دريسكول
جاي واي: في دور الضابط سام جانزيك
جين ويليس: في دور الممرضة سالي ويذرز
إيلين ستيفنز: في دور آن جريمالدي
بياتريس مود: في دور الجدة جريمالدي
ويت بيسيل: في دور دكتور هيل
ريتشارد ديكون: في دور دكتور باسيت
بالاشتراك مع: بوبي كلارك - توم فادن - ايفرت جلاس - دابس جرير - سام بيكينبا.

## ملخص أحداث الفيلم
يعود الطبيب مايلز جيه بينيل (كيفن مكارثي) من مؤتمر طبي، إلى مدينة سانتا ميرا الصغيرة وترحب به ممرضته وصديقته سالي ويذرز (جين ويليس) في محطة القطار. تخبره أن العديد من المرضى جاءوا لرؤيته أثناء سفره، وأثناء القيادة إلى مكتبه مع سالي، يوقف مايلز السيارة عندما يركض صبي في الطريق. سرعان ما يعلم الطبيب أن الصبي يصر على أن والدته ليست هي في الواقع، ثم يلتقي في مكتبه بصديقته السابقة بيكي دريسكول (دانا وينتر)، التي انفصلت للتو وعادت من إنجلترا. تخبر بيكي أن ابنة عمها ويلما لينتز تصر على أن عمها إيرا ليس هو. يدعو مايلز بيكي لتناول العشاء معه ويلتقي بصديقه الطبيب النفسي الدكتور دان داني كوفمان (لاري جيتس) الذي يكشف أن سكان سانتا ميرا مصابين بجنون العظمة من الهستيريا الجماعية، ويتخيلون أزواج أقاربهم. يذهب مايلز وبيكي إلى مطعم ويتلقى مايلز مكالمة هاتفية من صديقه جاك بيليسيك يطلب منه الذهاب إلى منزله. يزور مايلز وبيكي جاك (كينج دونوفان)، وزوجته ثيودورا (كارولين جونز)، ويكشفون عن إنتاجهم جسمًا متطورًا جزئيًا، وله خصائص جاك. يذهب مايلز إلى منزل بيكي ويجد جثة مماثلة لها في القبو، وفي الصباح، سرعان ما يكتشفون أنه يتم استبدال السكان بأزواج بلا عاطفة أثناء النوم. يحاولون دون جدوى الاتصال بالسلطات في مدن أخرى ويكتشفون أنهم محاصرون بأشخاص يتحركون ميكانيكياً. هل ستتاح لهم فرصة الفرار من سانتا ميرا؟

## صدور الفيلم واستقباله
صدر الفيلم محليًا في فبراير 1956، وعرضته العديد من دور العرض، مع العديد من النماذج المصنوعة من ورق اللبّ الممضوغ في ردهات ومداخل المسرح، جنبًا إلى جنب مع الصور الكبيرة النابضة بالحياة بالأبيض والأسود لمكارثي ووينتر وهم يهربون من حشد من الناس. حقق الفيلم أكثر من مليون دولار في الشهر الأول، وفي عام 1956 وحده حقق أكثر من 2.5 مليون دولار في الولايات المتحدة، وعندما صدر في بريطانيا (مع حذف بعض مشاهد تفرضها الرقابة البريطانية في أواخر عام 1956، حقق الفيلم أكثر من نصف مليون دولار من مبيعات التذاكر.
تجاهل منتقدي فيلم «غزو سارقي الأجساد» بشكل كبير في أول عرض له، ولكن بالرغم من ذلك، صنفه موقع «فيلم سايت» على أنه أحد أفضل الأفلام لعام 1956.
في السنوات الأخيرة، وصف النقاد مثل دان دروكر من صحيفة شيكاغو ريدر، الفيلم بأنه «كلاسيكي للخيال علمي الحقيقي». وصف ليونارد مالتين «غزو سارقي الأجساد» بأنه «مؤثر ومخيف للغاية». وصفت تايم آوت الفيلم بأنه من «أكثر الأفلام الرنانة، وواحدًا من أبسط هذا النوع».
كتب جوناثان رومني من صحيفة الأوبزيرفر البريطانية في نوفمبر 2014: «شاهده في السينما وستجد نفسك تحدق بحذر في أي شخص آخر في صفك»، ومنح الفيلم تقييم 5/5.
كتب كيفن ماهر من التايمز في 4 ديسمبر 2014: «أيها الحمقى! أنتم في خطر! ألا يمكنك أن ترى؟ إنهم يلاحقونك! إنهم يلاحقوننا جميعًا! إنه أحد أعظم الأفلام في تاريخ أفلام الخيال العلمي، ومن أحد أعظم الأفلام»، ومنح الفيلم تقييم 4/5.
منح موقع الطماطم الفاسدة الفيلم تقييم مقداره 98% بناء على آراء 57 ناقد سينمائي، وكتب إجماع ناقدي الموقع: «أحد أفضل الرموز السياسية في الخمسينيات من القرن الماضي، ويعتبر مزيجًا فعالاً ومخيفًا من الخيال العلمي والرعب».

## إعادة إنتاج الفيلم
تم إعادة إنتاج الفيلم عدة مرات، بما في ذلك:
في عام 1978 «غزو سارقي الأجساد».
في عام 1993 «سارقي الأجساد». Body Snatchers
في عام 2007 «الغزو». The Invasion
هناك طبعة جديدة رابعة بدون عنوان من شركة وارنر براذرز قيد التطوير.

## روابط خارجية
- مقالات تستعمل روابط فنية بلا صلة مع ويكي بيانات